# Habropoda depressa
Habropoda depressa är en biart som beskrevs av Fowler 1899. Habropoda depressa ingår i släktet Habropoda och familjen långtungebin. Inga underarter finns listade i Catalogue of Life.